# MI4
 MI4  — аббревиатура от англ. Military Intelligence, Section 4 (Военная разведка, Секция 4), — подразделение Директората военной разведки Великобритании, созданное во время Второй мировой войны, основной функцией которого было ведение воздушной разведки и обработка фотоснимков. Впоследствии реорганизовано в агентство JARIC.

## История
Подразделение MI4 неоднократно переименовывалось: в 1940 — в the Photographic Development Unit (PDU), позже в том же году — в the Photographic Interpretation Unit (PIU), в 1941 — в the Central Interpretation Unit (CIU), в 1947 — в Joint Air Photographic Intelligence Centre UK (JAPIC).
MI4 официально прекратила своё существование 8 сентября 1947 года, и с тех пор эта аббревиатура используется только в неофициальных беседах (подобно MI5 и MI6).
Одной из ключевых задач MI4 во время Второй мировой войны, актуальной и по сей день, является составление карт минных полей для их последующего разминирования. Некоторые данные, собранные MI4, использовались Центром правительственной связи в Челтнеме, где производится их обработка совместно с данными спутниковой разведки и идёт обработка изображений в режиме реального времени.